# Zauberkünstler
Ein Zauberkünstler, auch Illusionist oder Magier, ist ein Künstler der darstellenden Zauberkunst, der scheinbar die physikalischen Naturgesetze aufzuheben vermag: Dinge erscheinen, verschwinden, verwandeln sich und können schweben. Auch das vermeintliche „Gedankenlesen“ gehört dazu. 

## Bezeichnungen
Die alternative Bezeichnung „Magier“ kommt vom Namen zoroastrischer Priester, der Mager. Sie bezieht sich zunächst auf den Zauberer, der über tatsächliche oder vorgestellte magische Fähigkeiten verfügt. Zauberkünstler verwenden diese Eigenbezeichnung, um die vorgeführte Illusion psychologisch zu verstärken und in die Nähe des Übernatürlichen zu rücken. Weitere Alternativen sind Taschenspieler, Gaukler, Illusionisten sowie Mentalisten.

## Geschichte
Über Menschen, die sich durch Anwendung von Tricks als ernsthafte Zauberer ausgaben, finden sich in der Geschichte zahlreiche Belege, etwa über Tempelmagier, die ihre Klientel durch Wissensvorsprung über physikalische Gesetze wie etwa Aeolipile zu Opfern veranlassten. Viele spätere Zaubertricks haben einen kriminellen Ursprung wie Falschspiel, Taschendiebstahl, Vortäuschung spiritistischer Phänomene oder Fakirtricks. Jedoch wurde bereits auf hellenistischen Marktplätzen das klassische Kunststück des „Becherspiels“ beobachtet, das rein zu Unterhaltungszwecken diente. Das erste Buch, in dem konkrete Zauberkunststücke unter Ausnutzung naturwissenschaftlicher Kenntnisse und Tricks beschrieben werden, ist De viribus quantitatis („Die Kraft der Zahlen“) des mit Leonardo da Vinci befreundeten Franziskaners Luca Pacioli um 1500. Das Buch wurde jedoch nie verbreitet und geriet in der Universität von Bologna in Vergessenheit. Als erstes verbreitetes Buch mit Trickerklärungen gilt The Discoverie of Witchcraft von Reginald Scot (1584). Es diente der Volksaufklärung, da etwa während der Zeit der Hexenverfolgung in allem, was man nicht verstand, Teufelswerk erblickt wurde. Ein Anleitungsbuch für Taschenspielertricks mit dem Titel Hocus Pocus Iunior. The anatomie of Legerdemain erschien 1634 in London.
Erst im 18. Jahrhundert wurde für die bis dahin nur als „Taschenspiel“ bekannte Kunst der Begriff „Zauberei“ oder „Zauberkunst“ verwendet, der ursprünglich eine rein magische Bedeutung hatte. Das erste bekannte Zaubertheater eröffnete Joseph Pinetti Ende des 18. Jahrhunderts in Berlin. Die Zauberkunst erfuhr im 19. Jahrhundert eine Aufwertung, als Jean Eugène Robert-Houdin, John Henry Anderson und Alexander Heimbürger begannen, sie zeitgemäß und stilvoll wie die etablierten Künste zu präsentieren. Um 1900 hatten Zauberkünstler und sonstige Kuriositätenkünstler als Entertainer Konjunktur. In den ersten Jahrzehnten des 20. Jahrhunderts reisten Zauberkünstler mit aufwändigen Illusionsshows („Goldenes Zeitalter der Zauberkunst“).

## Zauberkünstler und „echte“ Zauberer
Ließen Zauberkünstler früher noch bisweilen offen, welcher Natur ihre „Wunder“ waren, so ist Derartiges heute die Ausnahme. Dennoch werden Zauberkunststücke von manchen Zeitgenossen als echte Zauberei interpretiert. Dazu regen insbesondere die sogenannten Mentalisten an, die zwar vorgeben, es ihrem Publikum zu überlassen, ob die Darbietung als Realität oder Illusion bewertet werden soll, aber in Wirklichkeit gerade mit diesem Aberglauben spielen und ihn dadurch nähren.
Traditionell fühlten sich prominente Zauberkünstler als Trickexperten dazu aufgerufen, Trickbetrüger auf dem Gebiet des scheinbar Übersinnlichen zu entlarven, so etwa John Henry Anderson, John Nevil Maskelyne, Houdini, Dunninger, Milbourne Christopher, James Randi, Derren Brown und Penn & Teller.

## Zaubererverbände
Amateur- und Profizauberer sind sowohl national organisiert etwa im Magischen Zirkel von Deutschland, Magischen Ring Austria in Österreich, Magischen Ring der Schweiz, The Magic Circle im Vereinigten Königreich als auch international zum Beispiel in der Fédération Internationale des Sociétés Magiques oder der International Brotherhood of Magicians. Die Society of American Magicians wählt seit 1967 herausragende Zauberer aus aller Welt in eine Hall of Fame.

## Meisterschaften
In Deutschland finden alle drei Jahre, veranstaltet durch den Magischen Zirkel von Deutschland, die Deutschen Meisterschaften der Zauberkunst statt. Neben den Preisträgern in den Sparten wird seit 2008 auch der Titel Deutscher Meister der Zauberkunst vergeben. Jeweils im Folgejahr führt die internationale Dachorganisation Fédération Internationale des Sociétés Magiques mit den World Championships of Magic die Weltmeisterschaft durch. Auch dort wird neben den Spartensiegern mit dem Grand-Prix-Gewinner ein Gesamtweltmeister gekürt.

## Bekannte Zauberkünstler
- Liste der Weltmeister der Zauberkunst
- Liste der Europameister der Zauberkunst
- Deutscher Meister der Zauberkunst
- Magier des Jahres und Schriftsteller des Jahres
- Society of American Magicians Hall of Fame
- Liste von Zauberkünstlern
- Meisterschaft der Zauberkünstler in Österreich